# Christine Maring
Christine Maring (* 12. November 1933 in Trautenau, Tschechoslowakei; † 14. Dezember 2024) war eine Hamburger Politikerin der SPD und ehemaliges Mitglied der Hamburgischen Bürgerschaft.

## Leben und Politik
Christine Maring war Diplom-Volkswirtin. Sie war verheiratet und hatte zwei Kinder.
Sie trat 1969 in die SPD ein und war Mitglied im Vorstand und später stellvertretende Vorsitzende im Unterbezirk Hamburg-Wandsbek ihrer Partei. 
Von 1983 bis 1988 war sie Mitglied im Senat der Freien und Hansestadt Hamburg. 1983/84 war sie Bevollmächtigte beim Bund und Bundesratsmitglied und von 1984 bis 1988 Gesundheitssenatorin. Von August 1986 bis Januar 1987 zusätzlich Senatorin der Umweltbehörde. 
Sie war von Juni 1978 bis 1988 Mitglied der Hamburgischen Bürgerschaft. Wegen ihrer Senatstätigkeit ruhte vom 2. Februar 1988 bis Juni 1988 ihre Mitgliedschaft. Von 1988 bis 1991 war sie dann wieder Bürgerschaftsmitglied.